# Traminda neptunaria
Traminda neptunaria är en fjärilsart som beskrevs av Achille Guenée 1858. Traminda neptunaria ingår i släktet Traminda och familjen mätare. Inga underarter finns listade i Catalogue of Life.